# شکست‌ناپذیر (کمیک)
شکست‌ناپذیر (به انگلیسی: Invincible) یک مجموعه کتاب کامیک آمریکایی به‌قلم رابرت کرکمن و تصویرسازی کوری واکر و رایان اتلی است که توسط ایمیج کامیکس منتشر شده است. شکست‌ناپذیر که در دنیای ایمیج روایت می‌شود، به سن بلوغ رسیدن ابرقهرمان مارک گریسون / شکست‌ناپذیر، یک ویلترومایت و اولین پسر آمنی-من، قدرتمندترین ابرقهرمان بر روی زمین، را شرح می‌دهد. انتشار این مجموعه در ۲۲ ژانویه ۲۰۰۳ آغاز شد و در ۱۴ فوریه ۲۰۱۸، با ۱۴۴ نسخه شامل خطوط داستانی خانواده مهم است، هشت کافی است، کاملاً غریبه، برتر کلاس، حقایق زندگی، دنیای متفاوت، سه شرکت، مریخی محبوب من، خارج از این دنیا، رئیس کیه؟، روزهای خوش، هنوز وایسادیم، مسائل اولیه، نبرد ویلترومایت، زرنگ شو، روابط خانوادگی، چی شده؟، مرگ همه، جنگ در خانه، دوستان، خانواده مدرن، راه‌اندازی مجدد؟، خانهٔ کامل و پایان همه چیز به پایان رسید.
یک مجموعه تلویزیونی پویانمایی با الهام از این مجموعه در ۲۵ مارس ۲۰۲۱ از آمازون پرایم ویدئو پخش شد.